# 와카사 철도
와카사 철도(若桜鉄道)는 일본의 철도 기업이다. 돗토리현 등이 출자하는 제3섹터 방식의 철도 사업자로, 특정지방교통선이었던 와카사선을 계승하여 운영하고 있다.

## 노선
- 와카사 철도 와카사선